# Bardas Focas el Vell
Bardas Focas, en grec medieval Βάρδας Φωκᾶς, nascut cap a l'any 878 i mort cap el 968, va ser un noble i general de l'Imperi Romà d'Orient, pare de l'emperador Nicèfor II i del curopalata Lleó Focas el Jove. Formava part de la important família Focas, originaris d'Anatòlia. Era fill de Nicèfor Focas el Vell, un destacat general sota l'emperador Basili I el Macedoni que es va distingir per les seves campanyes a Itàlia.

## Biografia
L'any 917 Bardas Focas va participar en la desastrosa batalla d'Anquíale a les ordres del seu germà gran Lleó Focas el Vell. El 941, va ser governador del tema dels Armeníacs i amb les seves tropes va contenir els atacs de la Rus de Kíev dirigits per Ígor de Kíev contra la Regió de Bitínia, abans de l'arribada de l'exèrcit imperial que els va expulsar definitivament de la zona.
El 945 va ser nomenat comandant suprem de l'armada imperial per l'emperador Constantí VII. Aprofitant les tensions entre l'emir hamdànida d'Alep  Sayf-ad-Dawla i la família ikhxídida d'Egipte, va ocupar entre el 948 i el 949 les ciutats de Maraix i Erzurum. El 950 Sayf-ad-Dawla va envair el tema de Capadòcia, encara que es va haver de retirar abandonat per alguns dels seus aliats. El 26 d'octubre, Bardas Focas li va preparar una emboscada i va destruir gran part del seu exèrcit. El 951, Focas va tornar a evitar que l'emir d'Alep invadís Capadòcia i va desplaçar el conflicte a Cilícia i al tema de Mesopotàmia.
L'any 953 Bardas Focas va ser derrotat i greument ferit per l'emir a la batalla de Maraix i el va reemplaçar el seu fill Nicèfor II el 955-956. Quan Nicèfor va pujar al tron, va atorgar al seu pare el títol prestigiós de cèsar. Bardas va morir el 968 als 90 anys.

## Família
Bardas Focas va tenir diversos fills amb una esposa de nom desconegut però germana del general Constantí Malí.
- Una filla de nom desconegut, casada amb Diògenes, estrateg l'any 944, avantpassats de l'emperador Romà IV Diògenes
- Una filla, esposa de Romà (?) Kurkas
- L'emperador Nicèfor II Focas
- Constantí Focas, estrateg del tema de Selèucia d'Isàuria va ser fet presoner pels Hamdànides i va morir enverinat en una masmorra, segons Jordi Cedrè
- Lleó Focas el Jove.[1]